# Mortes em janeiro de 2015
Mortes em 2015: ← Janeiro – Fevereiro – Março – Abril – Maio – Junho – Julho – Agosto – Setembro – Outubro – Novembro – Dezembro →
Esta é uma relação de pessoas notáveis que morreram durante o mês de janeiro de 2015, listando nome, nacionalidade, ocupação e ano de nascimento.

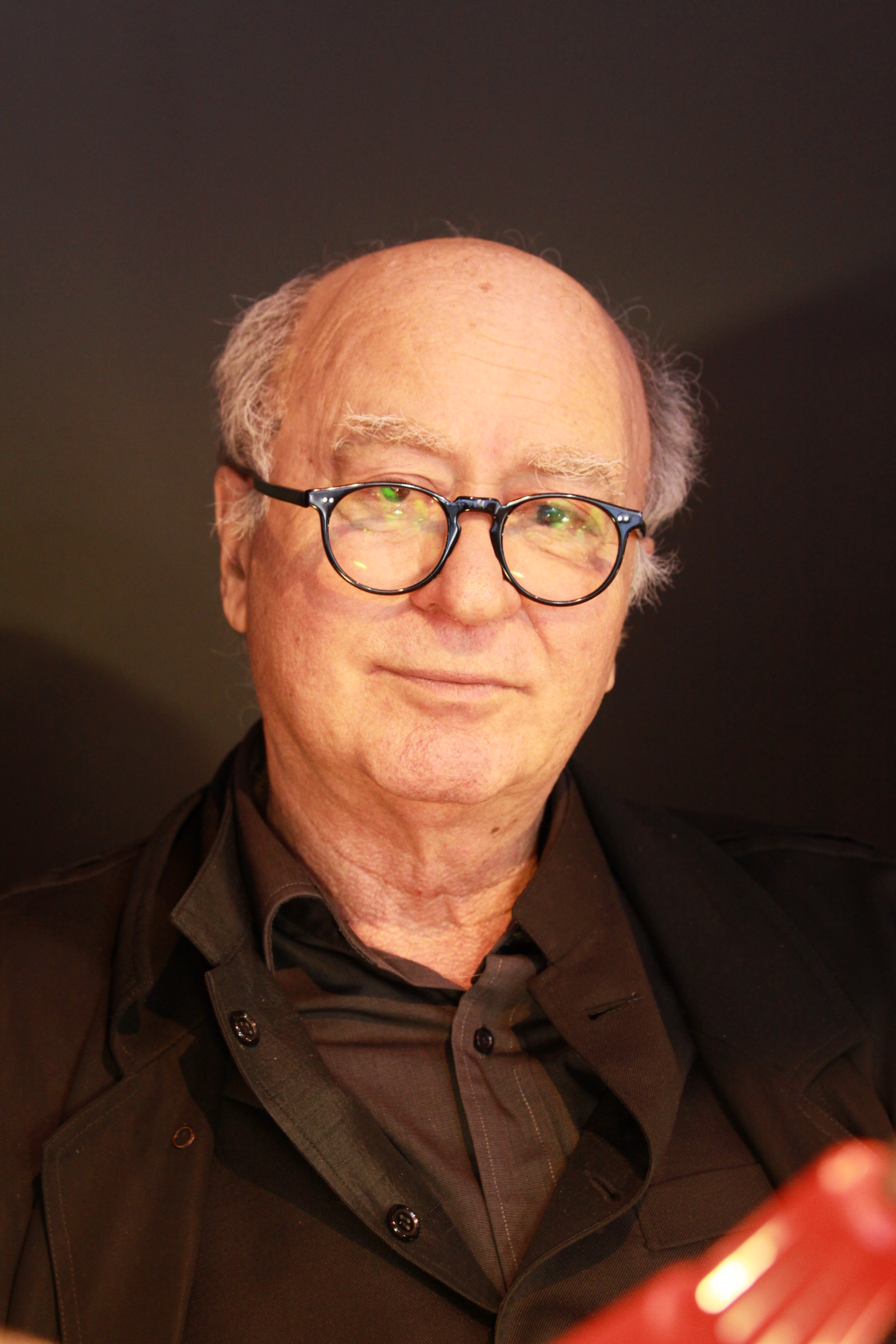
Georges Wolinski, cartunista e escritor de quadrinhos francês.

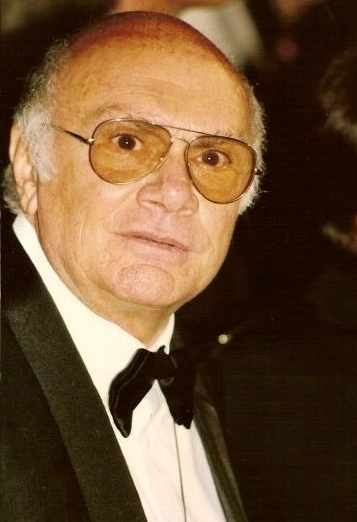
Francesco Rosi, realizador italiano.

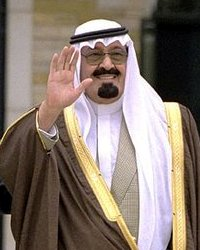
Abdullah, rei da Arábia Saudita.

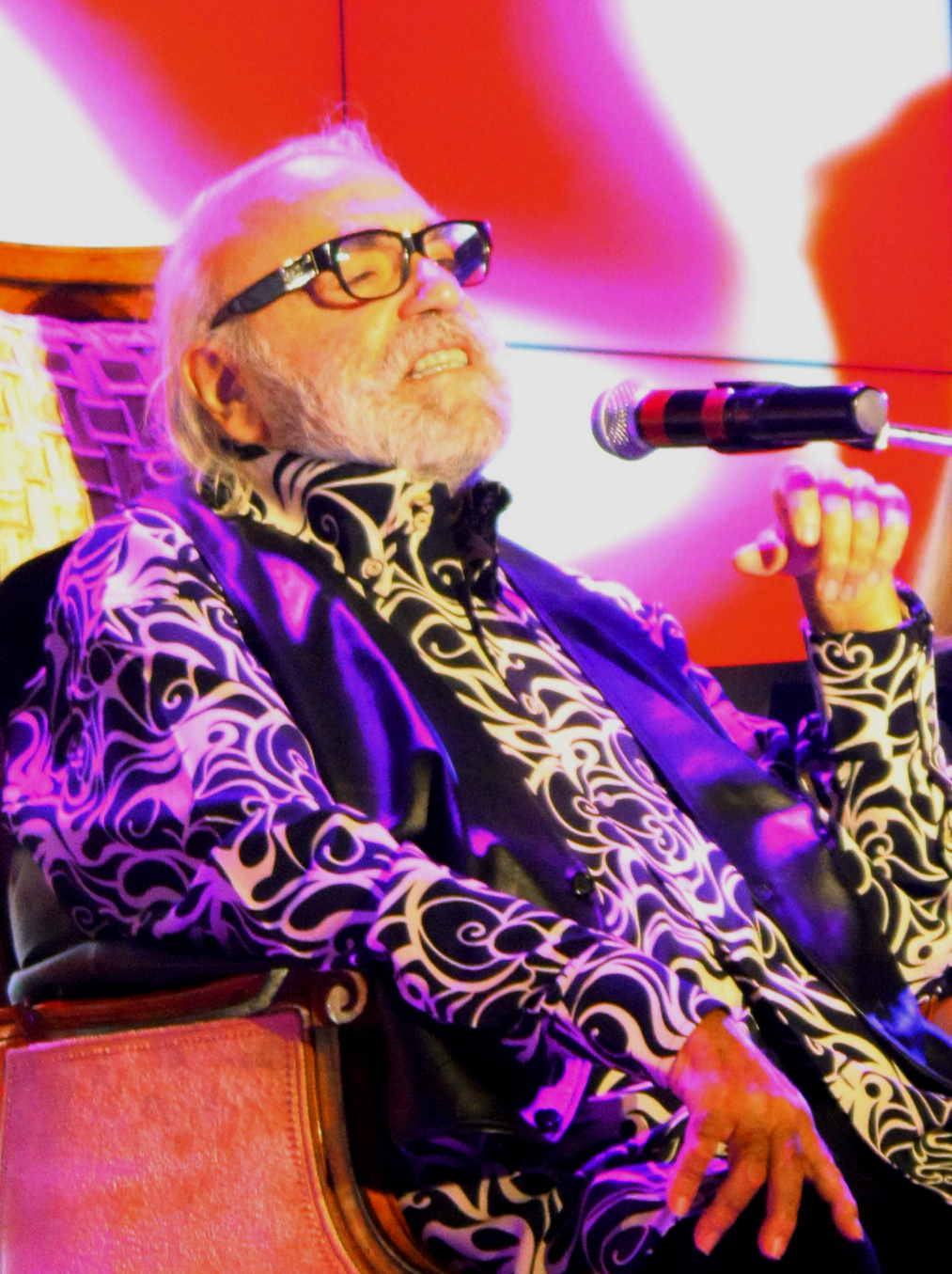
Demis Roussos, cantor grego.

| Dia | Nome                         | Profissão ou motivo de reconhecimento | País de nascimento        | Ano de nasc. | Ref           |
| --- | ---------------------------- | ------------------------------------- | ------------------------- | ------------ | ------------- |
| 1   | Boris Morukov                | Cosmonauta e físico                   | Rússia                    | 1950         | [ 1 ] [ 2 ]   |
| 1   | Mario Cuomo                  | Ex-governador de Nova Iorque          | Estados Unidos            | 1932         | [ 3 ]         |
| 1   | Ninón Sevilla                | Atriz                                 | Cuba/ México              | 1929         | [ 4 ]         |
| 1   | Ulrich Beck                  | Sociólogo                             | Alemanha                  | 1944         | [ 5 ]         |
| 3   | Chico de Assis               | Dramaturgo                            | Brasil                    | 1933         | [ 6 ]         |
| 3   | Edward Brooke                | Político                              | Estados Unidos            | 1919         | [ 7 ]         |
| 4   | Stuart Scott                 | Jornalista esportivo                  | Estados Unidos            | 1965         | [ 8 ]         |
| 4   | Pino Daniele                 | Cantor e compositor                   | Itália                    | 1955         | [ 9 ]         |
| 4   | Haroldo Lara                 | Nadador                               | Brasil                    | 1934         | [ 10 ]        |
| 4   | René Vautier                 | Cineasta                              | França                    | 1928         | [ 11 ]        |
| 5   | Jean-Pierre Beltoise         | Automobilista                         | França                    | 1937         | [ 12 ]        |
| 6   | Filipa Vacondeus             | Chef de cozinha                       | Portugal                  | 1933         | [ 13 ]        |
| 6   | Dodô da Portela              | Porta-estandarte                      | Brasil                    | 1920         | [ 14 ]        |
| 6   | Alexandru Segal              | Enxadrista e economista               | Roménia/ Brasil           | 1947         | [ 15 ]        |
| 7   | Georges Wolinski             | Cartunista                            | Tunísia/ França           | 1934         | [ 16 ]        |
| 7   | Tignous                      | Cartunista                            | França                    | 1957         | [ 17 ]        |
| 7   | Cabu                         | Cartunista                            | França                    | 1938         | [ 17 ]        |
| 7   | Bernard Maris                | Jornalista e economista               | França                    | 1946         | [ 18 ]        |
| 7   | Philippe Honoré              | Cartunista                            | França                    | 1941         | [ 19 ]        |
| 7   | Charb                        | Cartunista                            | França                    | 1967         | [ 17 ]        |
| 7   | Elsa Cayat                   | Psicanalista e colunista              | Tunísia/ França           | 1960         | [ 17 ]        |
| 7   | Jethro Pugh                  | Jogador de futebol americano          | Estados Unidos            | 1944         | [ 20 ]        |
| 7   | Waldir Onofre                | Ator e cineasta                       | Brasil                    | 1934         | [ 21 ]        |
| 8   | Rod Taylor                   | Ator                                  | Austrália/ Estados Unidos | 1930         | [ 22 ]        |
| 8   | Andraé Crouch                | Cantor                                | Estados Unidos            | 1942         | [ 23 ]        |
| 10  | Francesco Rosi               | Realizador                            | Itália                    | 1922         | [ 24 ]        |
| 10  | Junior Malanda               | Futebolista                           | Bélgica                   | 1994         | [ 25 ]        |
| 10  | Ana Cristina Ridzi           | Ex-Miss Brasil                        | Brasil                    | 1947         | [ 26 ]        |
| 11  | Anita Ekberg                 | Atriz                                 | Suécia                    | 1931         | [ 27 ]        |
| 11  | Jenő Buzánszky               | Futebolista                           | Hungria                   | 1925         | [ 28 ] [ 29 ] |
| 12  | Elena Obraztsova             | Soprano                               | Rússia                    | 1939         | [ 30 ]        |
| 13  | Lincoln Olivetti             | Músico                                | Brasil                    | 1954         | [ 31 ]        |
| 15  | Chikao Ōtsuka                | Dublador                              | Japão                     | 1929         | [ 32 ]        |
| 15  | Kim Fowley                   | Empresário e produtor musical         | Estados Unidos            | 1939         | [ 33 ]        |
| 16  | Vivaldo Frota                | Professor e político                  | Brasil                    | 1928         | [ 34 ] [ 35 ] |
| 17  | Origa                        | Cantora e letrista                    | Rússia                    | 1970         | [ 36 ]        |
| 17  | Kazumasa Hirai               | Escritor de ficção científica         | Japão                     | 1938         | [ 37 ]        |
| 18  | Marco Archer Cardoso Moreira | Narcotraficante                       | Brasil                    | 1961         | [ 38 ] [ 39 ] |
| 19  | Robert Manzon                | Automobilista                         | França                    | 1917         | [ 40 ]        |
| 20  | Hitoshi Saito                | Judoca                                | Japão                     | 1961         | [ 41 ]        |
| 20  | Ricardo dos Santos           | Surfista                              | Brasil                    | 1990         | [ 42 ] [ 43 ] |
| 20  | Edgar Froese                 | Compositor e músico                   | Alemanha                  | 1944         | [ 44 ]        |
| 21  | Áureo Bringel de Melo        | Político e poeta                      | Brasil                    | 1924         | [ 45 ]        |
| 23  | Abdullah                     | Rei                                   | Arábia Saudita            | 1924         | [ 46 ]        |
| 23  | Miguel Galvão Teles          | Advogado                              | Portugal                  | 1939         | [ 47 ]        |
| 24  | Maria Della Costa            | Atriz                                 | Brasil                    | 1926         | [ 48 ]        |
| 24  | Toller Cranston              | Patinador artístico                   | Canadá                    | 1949         | [ 49 ]        |
| 24  | Otto Carius                  | Militar                               | Alemanha                  | 1922         | [ 50 ]        |
| 24  | Hélio Miguel                 | Futebolista                           | Brasil                    | 1947         | [ 51 ]        |
| 25  | Demis Roussos                | Cantor e compositor                   | Grécia                    | 1946         | [ 52 ]        |
| 25  | Mário Jacques                | Ator                                  | Portugal                  | 1939         | [ 53 ]        |
| 27  | Wilfred Agbonavbare          | Futebolista                           | Nigéria                   | 1966         | [ 54 ]        |
| 27  | Suzana de Moraes             | Atriz e diretora de TV                | Brasil                    | 1940         | [ 55 ]        |
| 27  | Charles Hard Townes          | Físico                                | Estados Unidos            | 1915         | [ 56 ]        |
| 28  | Yves Chauvin                 | Químico                               | Bélgica/ França           | 1930         | [ 57 ]        |
| 28  | Alberto Cardaccio            | Futebolista                           | Uruguai                   | 1949         | [ 58 ]        |
| 28  | Vanja Orico                  | Atriz e cantora                       | Brasil                    | 1931         | [ 59 ]        |
| 29  | Colleen McCullough           | Escritora                             | Austrália                 | 1937         | [ 60 ]        |
| 29  | José Martins da Silva        | Arcebispo                             | Brasil                    | 1936         | [ 61 ]        |
| 29  | Rod McKuen                   | Poeta, cantor, e compositor           | Estados Unidos            | 1933         | [ 62 ]        |
| 30  | Jelyu Jelev                  | Político                              | Bulgária                  | 1935         | [ 63 ]        |
| 30  | Geraldine McEwan             | Atriz                                 | Reino Unido               | 1932         | [ 64 ]        |
| 31  | Richard von Weizsäcker       | Político                              | Alemanha                  | 1920         | [ 65 ]        |
| 31  | Carl Djerassi                | Cientista                             | Áustria/ Estados Unidos   | 1923         | [ 66 ]        |
| 31  | Ernie Banks                  | Jogador de futebol americano          | Estados Unidos            | 1931         | [ 67 ]        |